# Chamaeraphis hordeacea
Chamaeraphis hordeacea är en gräsart som beskrevs av Robert Brown. Chamaeraphis hordeacea ingår i släktet Chamaeraphis och familjen gräs. Inga underarter finns listade i Catalogue of Life.